# 제트 시대

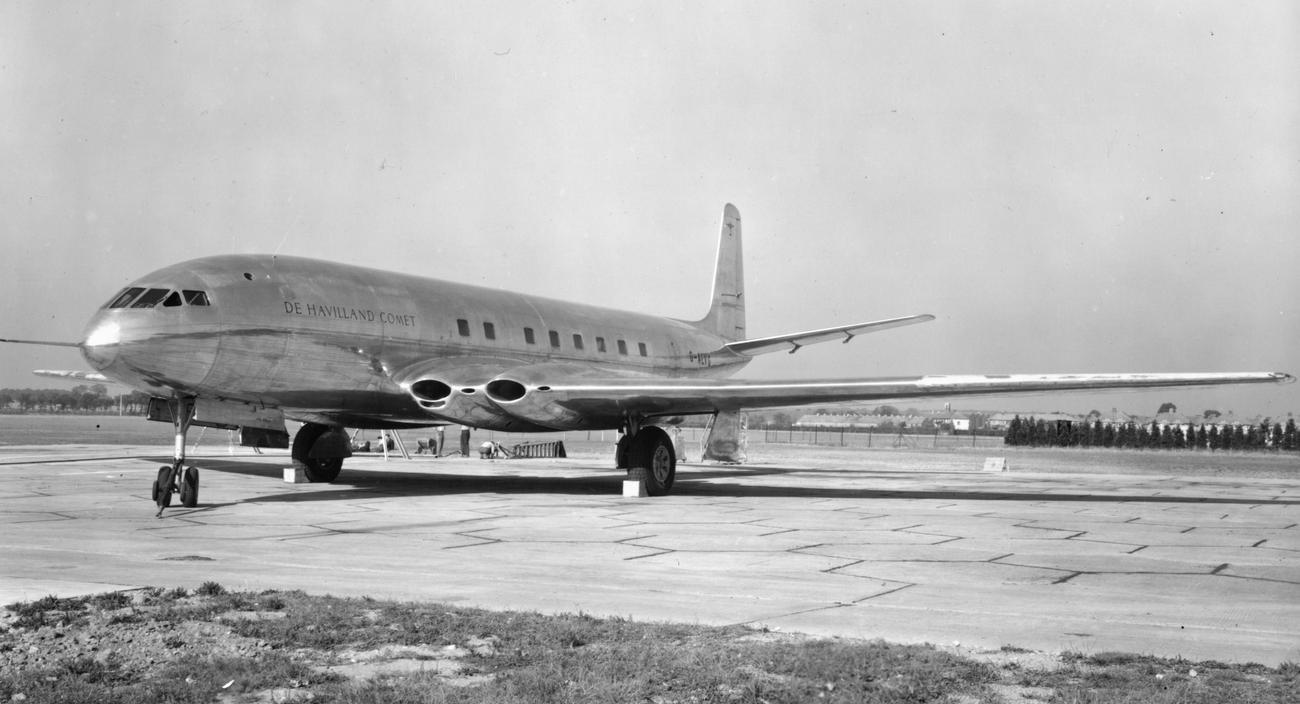
드 하빌랜드 DH.106 코멧은 최초의 제트 여객기이며, 1951년 1월 9일 운항을 시작했다.

제트시대(Jet Age)는 가스 터빈 엔진을 항공기의 추진수단으로 사용하고, 그로 인해 여러 가지 사회적 변화가 나타난 시대다.
제트 여객기는 프로펠러 여객기에 비해 더 높게, 더 빠르게, 더 멀리 날 수 있었고, 이로써 대륙간 이동이 더 빠르고 쉬워졌다. 예컨대 대서양이나 태평양을 건너야 하는 초장거리 비행 중간에 기착하지 않고 도착지에만 착륙하는 것이 가능해졌다는 것이다. 이로써 인류 역사상 최초로 전지구 1일 생활권이 가능해졌다. 제트기가 프로펠러기보다 더 많은 사람을 태울 수 있다는 것 외에도, 항공수송료가 물가상승에 비해 낮아진 점도 다양한 사회경제적 계급의 항공수송에 대한 접근성을 높여 주었다.
1976년 콩코드로 대표되는 초음속비행기가 등장하자 제트여객기가 등장했을 때와 같은 사회적 변화가 기대되었으나, 초음속비행기가 상업적으로 실패하면서 그런 일은 없었다.

## 같이 보기
- 시차증